# Simone Barone
Simone Barone (Nocera Inferiore, 30 april 1978), is een Italiaans betaald voetballer.
Barone speelde voor onder meer Calcio Padova, Chievo Verona, Palermo FBC, Torino FC en Cagliari Calcio. Hij komt doorgaans uit als middenvelder en speelde zijn eerste interland op 18 februari 2004, tegen Tsjechië. Hij maakte deel uit van de selectie voor het WK voetbal 2006, waar hij tweemaal als invaller het veld in kwam.
| WK-statistieken          | Club    | Positie      | W |   |   | D | A |   |   |   |
| ------------------------ | ------- | ------------ | - | - | - | - | - | - | - | - |
| WK voetbal 2006 - Italië | Palermo | Middenvelder | 2 | 0 | 2 | 0 | 0 | 0 | 0 | 0 |